# 朱炳熙

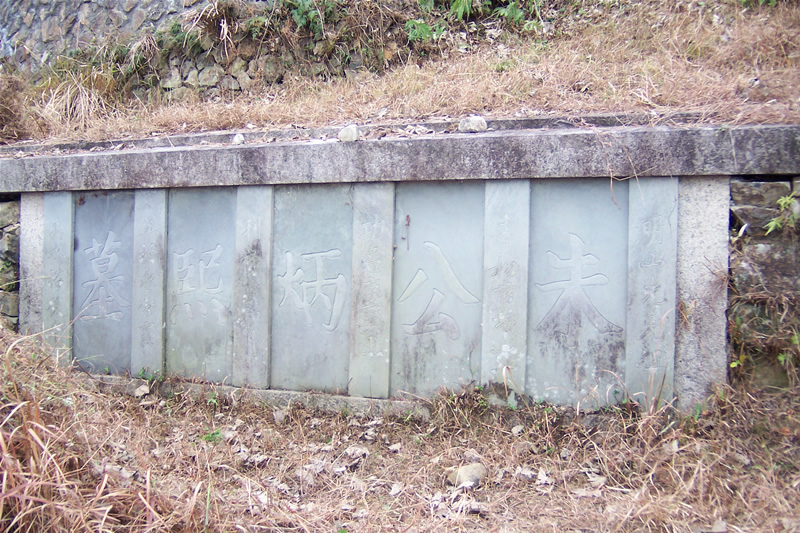
朱炳熙之墓

朱炳熙（1895年12月18日—1952年3月17日 ），字耀球，又名毓秀，浙江青田人，居温州登选坊，温州省立第四中学肄业，宁波工业专门学校修业两年，陆军大学特别班第八期肄业。

## 生平
1924年，朱炳熙经张兆辰、凌昭介绍入黄埔军校第一期第二队学习，同年入国民党 （页面存档备份，存于）。毕业后，参加第一、二次东征和北伐战争。中原大战期间，任国民革命军第二师补充团团长，后第二师补充团与收编的西北军第八方面军、第二十三军一部合编为独立旅，时任第二团团长。历任浙江保安四团团长，浙江内河水上警察厅厅长，国民革命军第一旅警卫连排长，国民革命军总司令部警卫团连长，中央宪兵团连长，宪兵司令部警备大队长，军事委员会侍从室警卫处上校、副处长。
抗战爆发后，时任宪兵第六团团长，浙江奉化县县长，军事委员会总办公室警卫室少将主任，国民政府主席及总统府军务局警卫处处长等。二战结束後，於1947年晉升陆军少将。1949年中華人民共和國建國后，隱居温州高公桥，后回故乡（青田章旦）居住，遭中共清算，当地政府不顾群众联名上保，于1952年3月17日在横山竹林处执行枪决，葬于青田。